# Bisdom Sikasso

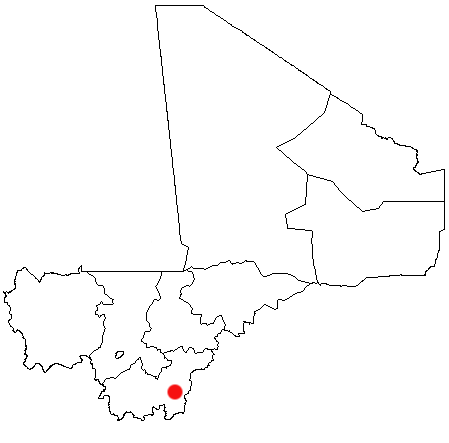
De stad Sikasso binnen Mali

Het bisdom Sikasso (Latijn: Dioecesis Sikassensis) is een rooms-katholiek bisdom met als zetel Sikasso in het zuiden van Mali. Het is een suffragaan bisdom van het aartsbisdom Bamako. De hoofdkerk is de kathedraal Notre-Dame-de-Lourdes in Sikasso. Het bisdom werd opgericht in 1963.
In 2020 telde het bisdom negen parochies. Het bisdom heeft een oppervlakte van ongeveer 47.950 km² en telde in 2020 2.208.000 inwoners waarvan maar 1,9% rooms-katholiek was.

## Geschiedenis
In 1947 werd de apostolische prefectuur Sikasso opgericht met aan het hoofd de Franse witte pater Didier Pérouse de Montclos. In 1963 werd Sikasso verheven tot bisdom.

## Bisschoppen
- Didier Pérouse de Montclos, M. Afr. (1963-1976)
- Jean-Baptiste Maria Cissé (1976-1996)
- Jean-Baptiste Tiama (1998-2020)
- Robert Cissé (2022-)